# НАТО
НА́ТО, Организа́ция Североатланти́ческого догово́ра, Североатланти́ческий алья́нс (англ. North Atlantic Treaty Organization, NATO; фр. Organisation du traité de l'Atlantique nord, OTAN) — военно-политический блок, объединяющий большинство стран Европы (включая Турцию), Соединённые Штаты Америки и Канаду. Основан 4 апреля 1949 года в США с целью защиты Европы от возможной угрозы советской экспансии. Тогда государствами — членами НАТО стали 12 стран: США, Канада, Исландия, Великобритания, Франция, Бельгия, Нидерланды, Люксембург, Норвегия, Дания, Италия и Португалия. Это «трансатлантический форум» для проведения странами-союзниками консультаций по любым вопросам, затрагивающим жизненно важные интересы его членов, включая события, способные поставить под угрозу их безопасность. Одной из заявленных целей НАТО является обеспечение сдерживания агрессии или защиты от неё в отношении территории любого государства — члена НАТО.
В настоящее время членами НАТО являются 32 страны. Последним государством-членом, которое присоединилось к НАТО, стала Швеция — 7 марта 2024 года. НАТО в настоящее время признаёт Боснию и Герцеговину, которая получила План действий по членству в НАТО в декабре 2018 года, Грузию и Украину как кандидатов на членство в альянсе. Также 19 других государств участвуют в программе НАТО — Партнёрство во имя мира, ещё 15 стран участвуют в институционализированных программах диалога. Совокупные военные расходы всех членов НАТО в 2020 году составили более 57 % общемирового объёма. Члены организации согласились, что их целью является достижение или поддержание целевых расходов на оборону не менее 2 % от их ВВП до 2024 года.

## История
По словам генерального секретаря НАТО (2009—2014) Андерса Фог Расмуссена, организация была создана для защиты Европы от советского вторжения:

Шестьдесят пять лет назад в этом месяце НАТО была создана в опасном мире. В то время как тень СССР сгустилась над Европой, 12 стран по обе стороны Атлантики объединились для защиты своей безопасности и главных ценностей: свободы, демократии, прав человека и главенства закона.
Оригинальный текст (англ.)Sixty-five years ago this month, Nato was born into a dangerous world. As the Soviet shadow deepened across Europe, 12 nations from both sides of the Atlantic committed to individual liberty, democracy, human rights and the rule of law determined to stand together to safeguard their security.

В марте 1948 года был заключён Брюссельский пакт между Бельгией, Великобританией, Люксембургом, Нидерландами и Францией, который позднее лёг в основу «Западноевропейского союза» (WEU). Его принято считать началом оформления Североатлантического альянса. Параллельно велись секретные переговоры между США, Канадой и Великобританией о создании союза, в основу которого легло бы их цивилизационное единство. Вскоре последовали переговоры европейских стран с США и Канадой о создании единого союза.
Все эти переговоры завершились подписанием 4 апреля 1949 года представителями двенадцати стран (Бельгия, Великобритания, Дания, Исландия, Италия, Канада, Люксембург, Нидерланды, Норвегия, Португалия, США, Франция) Североатлантического Договора. Договор создавал систему коллективной безопасности. Все стороны обязывались коллективно защищать любого участника договора, на которого будет совершено нападение. Соглашение между странами окончательно вступило в силу 24 августа 1949 года после его ратификации.
Фактически, начиная со своего основания, НАТО была ориентирована на противодействие СССР и, позднее, также странам — участницам возглавлявшегося СССР Варшавского договора, заключённого в 1955 году.
Греция и Турция вошли в НАТО в 1952 году («Первое расширение НАТО»). Западная Германия стала членом НАТО в 1955 году («Второе расширение НАТО»).
В 1954 году СССР подал заявку на вступление в НАТО, которая была отклонена.
В 1966, помимо высшего органа НАТО — Совета НАТО, был учреждён Комитет военного планирования, состоящий из министров обороны стран — членов блока, и собирающийся два раза в год.
В 1966 году Франция вышла из военной организации НАТО, оставаясь участницей политической структуры. Такой шаг был реализацией политики президента Франции Шарля де Голля по возврату Франции статуса великой державы, включавшей в себя разрешение колониальных проблем, создание собственного ядерного оружия, избавление от зависимости от США в военном, экономическом и в финансовом отношении. Де Голль потребовал реорганизации НАТО с целью ограничения доминирования в нём американцев и усиления французских позиций, но эти планы были отвергнуты США и Великобританией. В ответ Де Голль назвал положение Франции в НАТО как утрату политического и военного суверенитета страны, и с целью его восстановления и проведения самостоятельной внешней политики объявил о выходе страны из военной организации НАТО. В связи с этим штаб-квартиру НАТО пришлось переносить из Парижа в Брюссель, а затем и выводить все военные базы США с французской территории. Несмотря на это, Франция принимала активное участие в военной операции НАТО против Югославии в 1999 году. В 2009 году она вернулась во все структуры НАТО.
В 1974 году Греция вышла, а в 1981 году вновь вошла в НАТО.
В 1982 году к НАТО присоединилась Испания («Третье расширение НАТО»). С объединением Германии территория альянса включила в себя территорию бывшей ГДР (теперь как часть ФРГ). После окончания Холодной войны, в 1999 году, в НАТО вошли Венгрия, Польша и Чехия («Четвёртое расширение НАТО»), в 2004 году — Болгария, Латвия, Литва, Румыния, Словакия, Словения и Эстония («Пятое расширение НАТО»).
Статья 5 Североатлантического договора, которая требует от государств-членов прийти на помощь любому государству-члену, подвергшемуся вооружённому нападению, была впервые и единственный раз применена в 2001 году в ответ на террористические атаки 11 сентября против США.
В 2009 году в состав НАТО вошли Хорватия и Албания («Шестое расширение НАТО»). В 2017 году в состав НАТО вошла Черногория («Седьмое расширение НАТО»). В 2020 году — Северная Македония («Восьмое расширение НАТО»). А в 2023 году — Финляндия («Девятое расширение НАТО»).

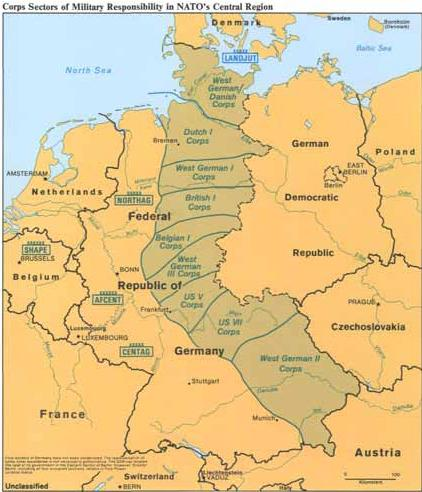
Карта, изображающая план развёртывания многонациональных сил НАТО на случай войны в Европе в 1980-е годы

До окончания Холодной войны официально силы НАТО не участвовали ни в одной военной операции.
В конце XX — начале XXI века войска НАТО приняли участие в следующих конфликтах:
- войнах на территории бывшей Югославии:
  - Боснии и Герцеговине — Операция «Обдуманная сила» (1995);
  - Косово — Операция «Союзная сила» (1999).
- Афганистан:
  - ISAF (2001—2014);
  - Операция «Решительная поддержка» (2014—2021).
- Ливия — Операция «Объединённый защитник» (2011).

Эти операции проводились при поддержке мандатов Совета Безопасности ООН, за исключением операции «Союзная сила».
3 января 2018 года организация утвердила в качестве своего официального гимна сочинённую в 1989 году дирижёром Люксембургского военного оркестра Андре Райхлингом музыкальную композицию для 20 инструментов без слов.

## Цели
НАТО выполняет Североатлантический договор, который был подписан в 1949 году. Краеугольной статьёй договора является статья 5, которая требует от стран-членов НАТО прийти на помощь любому государству-члену, подвергшемуся вооружённому нападению.

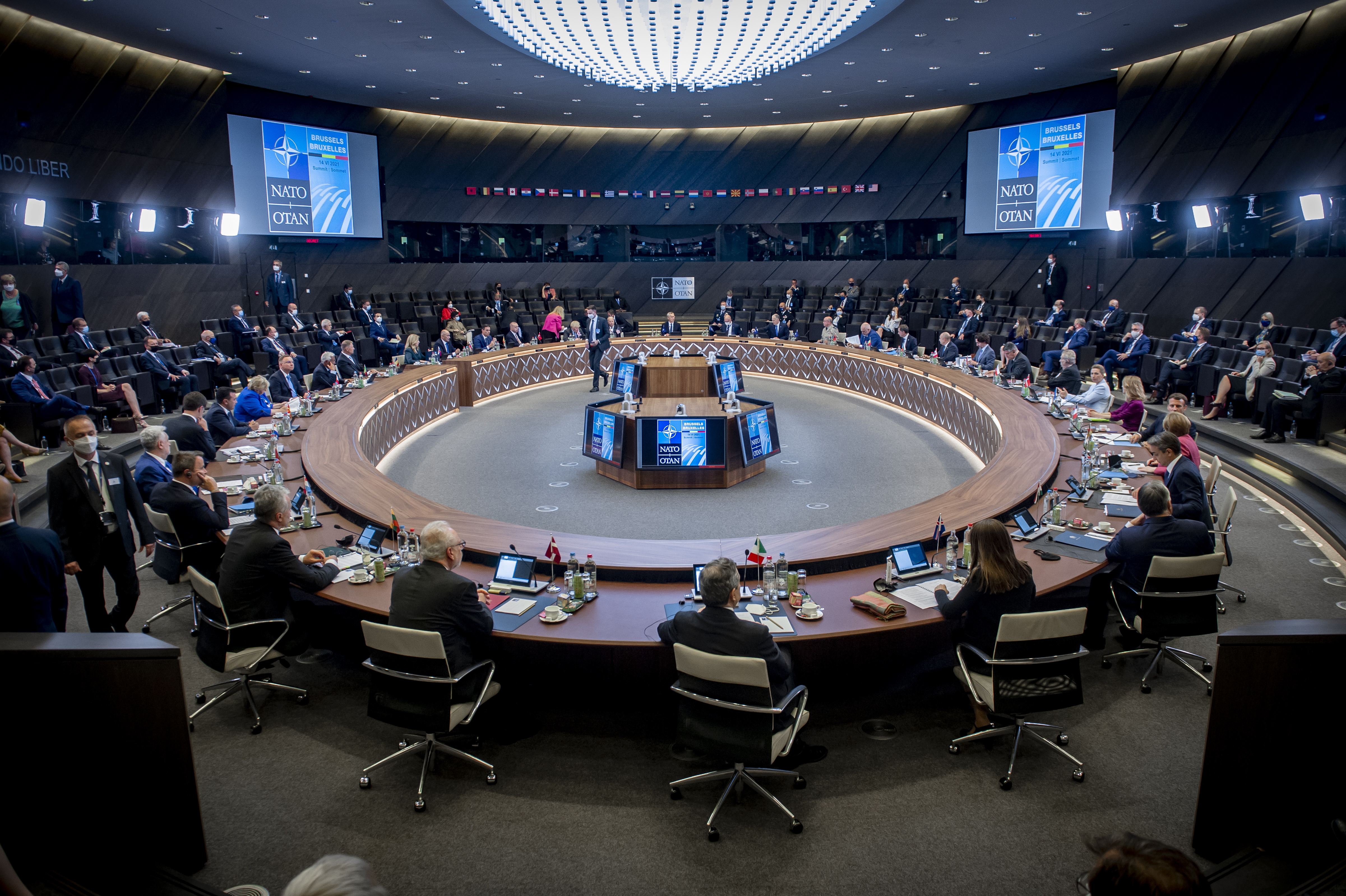
Саммит стран НАТО, 2021

В соответствии с Североатлантическим договором, НАТО ставит целью «укрепление стабильности и повышение благосостояния в Североатлантическом регионе». «Страны-участники объединили свои усилия с целью создания коллективной обороны и сохранения мира и безопасности».
В целом блок создавался для «отражения советской угрозы». По словам первого генерального секретаря Гастингса Исмэя, цель создания НАТО: англ. «keep the Soviet Union out, the Americans in, and the Germans down» («держать Советский Союз вне (Европы), американцев — внутри, а немцев — в подчинённом положении»).
Стратегическая концепция НАТО 2010 года «Активное участие, современная оборона» представляет три важнейшие задачи НАТО — коллективная оборона, кризисное регулирование и безопасность на основе сотрудничества.
Существует мнение, что к середине 2015 года на фоне оккупации и аннексии украинских территорий Россией НАТО возвращается к своей основополагающей задаче в видоизменённом виде: вместо агрессии СССР в качестве основной угрозы рассматривается неожиданное нападение Российской Федерации.
На саммите НАТО в июле 2016 года Россия признана основной угрозой безопасности для НАТО, а её сдерживание официально провозглашено новой миссией НАТО.
В июне 2022 года на саммите в Мадриде, структуры НАТО зафиксируют в своей новой концепции сдерживание «любой агрессии» России.

## Органы
Главным политическим органом принятия решений в НАТО и единственным комитетом, созданным учредительным договором, является Североатлантический совет (САС). Его заседания проходят в штаб-квартире НАТО в Брюсселе.
В силу статьи 9 САС наделён полномочиями по созданию «вспомогательных органов, в которых может возникнуть необходимость» в целях выполнения Договора. С течением лет САС создал сеть комитетов, призванных способствовать работе Североатлантического союза и решать все вопросы, стоящие на повестке дня. В число основных комитетов НАТО входят Группа ядерного планирования (ГЯП) и Военный комитет. Комитет оборонного планирования, который также являлся одним из важнейших органов принятия решений в НАТО, был расформирован во время проведённой в июне 2010 года реформы комитетов, его функции отошли к Комитету оборонной политики и планирования.
Помимо САС, ГЯП и Военного комитета существует ряд комитетов, непосредственно подчиняющихся Североатлантическому совету:
- Комитет заместителей;
- Комитет по вопросам политики и партнёрств;
- Комитет по нераспространению;
- Совет по консультациям, командованию и управлению;
- Комитет по операциям;
- Целевая группа высокого уровня по контролю над обычными вооружениями;
- Верификационный координационный комитет;
- Конференция национальных директоров вооружений;
- Комитет по стандартизации;
- Комитет по тыловому обеспечению;
- Совет по политике и планированию ресурсов;
- Комитет по противовоздушной обороне;
- Комитет по организации воздушного движения;
- Комитет по гражданскому чрезвычайному планированию;
- Комитет по общественной дипломатии;
- Комитет по операциям и учениям при Североатлантическом совете;
- Комитет по безопасности;
- Гражданский комитет по разведке;
- Архивный комитет[38].

Парламентская ассамблея НАТО действует в качестве площадки для обсуждения вопросов безопасности законодателями стран — членов НАТО.

## Вооружённые силы
| Страна         | Численность |
| США            | 1305        |
| Турция         | 411         |
| Франция        | 208         |
| Италия         | 182         |
| Германия       | 180         |
| Великобритания | 161         |
| Испания        | 121         |
| Греция         | 106         |
| Польша         | 103         |
| Румыния        | 70          |
| Канада         | 65          |
| Нидерланды     | 41          |
| Португалия     | 31          |
| Болгария       | 31          |
| Бельгия        | 29          |
| Чехия          | 22          |
| Норвегия       | 20          |
| Венгрия        | 18          |
| Дания          | 16          |
| Хорватия       | 15          |
| Словакия       | 13          |
| Литва          | 13          |
| Словения       | 7           |
| Албания        | 7           |
| Эстония        | 6           |
| Латвия         | 5           |
| Люксембург     | 0,9         |
| Всего          | 3185,9      |

На 2007 год всего в вооружённых силах стран НАТО было более 5 млн военнослужащих, из них в Европе — примерно 3 млн 200 тыс.
На 2010 год в вооружённых силах стран НАТО было около 3,8 млн военнослужащих.
Самыми боеспособными вооружёнными силами в НАТО являются Вооружённые Силы США.
Вооружённые силы НАТО делятся на:
- объединённые вооружённые силы (далее — ОВС), переданные в распоряжение блока;
- вооружённые силы, остающиеся в национальном подчинении.

В составе ОВС действуют объединения, соединения и части сухопутных войск и ВВС США (см. также статью Европейское командование вооружённых сил США), Великобритании, Канады, ФРГ, Бельгии, Нидерландов, Италии и Турции, Польши, Венгрии и Чехии, а также ВВС Норвегии и Дании. В военное время и в период учений в состав ОВС передаются военно-морские силы перечисленных стран, а также основная часть войск Норвегии, Дании, Португалии и Люксембурга. Вооружённые силы Франции и Греции, вышедших из военной организации НАТО, периодически участвуют в совместных учениях ОВС НАТО в Европе, координируют действия ПВО своей страны с силами объединённой ПВО НАТО.
В 2002 году НАТО начала масштабную реформу своей военной структуры. В процессе этой реформы общее число штабов НАТО сократилось с 20 до 11.

### Региональные командования
В рамках союзного командования в Европе функционируют два региональных командования:
- Союзные силы Северной Европы — Бельгия, Великобритания, Германия, Дания, Люксембург, Нидерланды, Норвегия, Польша и Чехия. Штаб-квартира находится в городе Брюнсюме, Нидерланды (до 1993 года — Северная группа армий);
- Союзные силы Юга Европы — Венгрия, Греция, Италия, Испания и Турция. Штаб-квартира — в городе Неаполь, Италия.

Верховное командование в Атлантике состоит из пяти штабов:
1. Восточная Атлантика;
2. Западная Атлантика;
3. Южная Атлантика;
4. Ударный флот;
5. Союзное командование подводными кораблями.

Официальные языки НАТО — английский и французский.
Верховное главнокомандование ОВС НАТО в Европе находится в Монсе (Бельгия). Объединённое авиационное командование НАТО расположено на авиабазе Рамштайн (Германия).

### Силы быстрого реагирования
Силы реагирования НАТО предназначены для оказания оперативной поддержки операциям НАТО. Концепция этих сил была одобрена декларацией встречи глав государств НАТО в Праге 22 ноября 2002 года и утверждена министрами обороны стран Организации Североатлантического договора в июне 2003 года; первый их штаб (NRF-1) был создан в октябре 2003 года в Италии. В соответствии с принципом ротации, в 2004 году был создан штаб NRF-2 в Португалии.
5 сентября 2014 года, после начала поддержки Россией сепаратистов Донбасса, на встрече руководителей стран НАТО в Ньюпорте было принято решение о создании объединённой оперативной группы повышенной готовности (англ. Very High Readiness Joint Task Force, VJTF). Эти силы были созданы в составе примерно 4000 человек и предназначены для быстрой реакции в случае нападения России на какую-либо из стран НАТО. Основную базу и командный центр сил планируется разместить в Великобритании. Планируемый срок переброски и развёртывания частей в странах, граничащих с Россией (Польша, Прибалтика), не превышает 48 часов. Во время вторжения России на Украину в июне 2022 года Столтенберг заявил о планах увеличить численность сил с 40 тыс. до 300 тыс. человек, развернув боевые группы до уровня бригад. Несколько высокопоставленных европейских политиков заявили, что они были застигнуты врасплох этим заявлением. Представитель министерства обороны одной из стран альянса сказал, что с её лидерами заранее не консультировались по поводу этой цифры.

## Финансы
По неофициальной установке, члены союза должны тратить на оборону не меньше 2 % ВВП. Однако из 25 европейских членов альянса это требование выполняют лишь Великобритания, Польша, Греция и Эстония. В 2013 году средний показатель военных расходов по европейским членам союза составил 1,4 %. Снижение военных расходов европейских стран произошло в результате урезания военных бюджетов из-за финансового кризиса в Европе.

Исключением являются США, где расходы на оборону в 2013 же году составили 4,4 % ВВП. С 1995 по 2013 доля США в расходах НАТО выросла с 59 % до 72 %.
В 2021 расходы на НАТО увеличились на 2,7 % по сравнению с 2020 годом, и составили 1,1 трлн долларов.
Несмотря на то, что каждый член альянса вносит существенно разный вклад в финансовом плане, все они имеют равное право голоса. Тем не менее, альянс крайне зависит от США, без согласия которых не принимаются никакие решения, и за счёт финансового вклада которых существуют остальные члены Альянса, не вносящие необходимый вклад.
Расходы на вооружение
В апреле 2014 года генеральный секретарь НАТО А. Ф. Расмуссен призвал европейских членов НАТО к увеличению расходов на оборону в качестве реакции на обострение российско-украинских отношений:

Никто в НАТО не желает возвращения холодной войны, но мы видим, что Кремль пытается повернуть время вспять и разделить Европу на сферы влияния. Мы должны встать на защиту наших ценностей <…> и системы международных правил <…>.

| Страна                | 2013    | 2014    | 2015    | 2016    | 2017    | 2018    | 2019      | 2020      | 2021      | 2022      | 2023      | 2024, млн USD | 2024, % |
| --------------------- | ------- | ------- | ------- | ------- | ------- | ------- | --------- | --------- | --------- | --------- | --------- | ------------- | ------- |
| США                   | 680 856 | 653 942 | 641 253 | 656 059 | 642 933 | 672 255 | 750 886   | 770 650   | 824 094   | 834 977   | 875 603   | 967 707       | 3,38    |
| Германия              | 45 944  | 46 176  | 39 833  | 41 606  | 45 470  | 49 772  | 52 549    | 58 652    | 62 054    | 61 405    | 73 138    | 97 686        | 2,12    |
| Великобритания        | 62 258  | 65 658  | 59 492  | 56 154  | 55 674  | 60 380  | 59 399    | 63 500    | 71 927    | 70 846    | 76 939    | 82 107        | 2,33    |
| Франция               | 52 331  | 52 022  | 43 496  | 44 209  | 46 133  | 50 507  | 49 493    | 52 519    | 56 457    | 52 238    | 59 379    | 64 271        | 2,06    |
| Польша                | 9 007   | 10 107  | 10 588  | 9 397   | 9 940   | 11 857  | 11 824    | 13 363    | 15 099    | 15 338    | 26 476    | 34 975        | 4,12    |
| Италия                | 26 665  | 24 487  | 19 576  | 22 382  | 23 902  | 25 641  | 23 559    | 30 084    | 33 140    | 31 512    | 33 857    | 34 462        | 1,49    |
| Канада                | 18 215  | 18 172  | 18 689  | 17 708  | 23 700  | 22 399  | 22 572    | 23 330    | 25 502    | 25 898    | 27 991    | 30 495        | 1,37    |
| Турция                | 14 427  | 13 577  | 11 953  | 12 644  | 12 971  | 14 168  | 14 089    | 13 396    | 13 137    | 12 292    | 16 614    | 22 776        | 2,09    |
| Нидерланды            | 10 229  | 10 349  | 8 673   | 9 112   | 9 643   | 11 172  | 12 067    | 12 838    | 13 916    | 13 899    | 16 764    | 21 460        | 2,05    |
| Испания               | 12 610  | 12 634  | 11 096  | 9 975   | 11 889  | 13 200  | 12 630    | 12 828    | 14 849    | 16 451    | 18 875    | 21 269        | 1,28    |
| Норвегия              | 7 839   | 7 722   | 6 142   | 6 431   | 6 850   | 7 544   | 7 536     | 7 228     | 8 438     | 8 694     | 8 799     | 10 606        | 2,20    |
| Дания                 | 4 217   | 4 057   | 3 364   | 3 593   | 3 780   | 4 559   | 4 487     | 4 886     | 5 274     | 5 473     | 8 140     | 9 940         | 2,37    |
| Румыния               | 2 452   | 2 691   | 2 581   | 2 645   | 3 643   | 4 359   | 4 608     | 5 056     | 5 299     | 5 197     | 5 605     | 8 644         | 2,25    |
| Бельгия               | 5 265   | 5 200   | 4 204   | 4 258   | 4 441   | 4 845   | 4 761     | 5 324     | 6 245     | 6 904     | 7 622     | 8 519         | 1,30    |
| Греция                | 5 311   | 5 234   | 4 520   | 4 637   | 4 752   | 5 388   | 5 019     | 5 492     | 8 006     | 8 488     | 6 731     | 7 684         | 3,08    |
| Чехия                 | 2 148   | 1 975   | 1 921   | 1 866   | 2 259   | 2 750   | 2 982     | 3 199     | 3 915     | 3 895     | 4 538     | 6 834         | 2,10    |
| Венгрия               | 1 280   | 1 210   | 1 132   | 1 289   | 1 708   | 1 615   | 2 190     | 2 767     | 2 410     | 3 270     | 4 360     | 4 889         | 2,11    |
| Португалия            | 3 263   | 3 007   | 2 645   | 2 616   | 2 738   | 3 249   | 3 299     | 3 273     | 3 899     | 3 578     | 4 241     | 4 627         | 1,55    |
| Словакия              | 969     | 999     | 987     | 1 004   | 1 056   | 1 298   | 1 802     | 2 049     | 2 066     | 2 090     | 2 445     | 2 841         | 2,00    |
| Болгария              | 811     | 747     | 633     | 671     | 724     | 962     | 2 159     | 1 121     | 1 276     | 1 440     | 1 992     | 2 325         | 2,18    |
| Литва                 | 355     | 428     | 471     | 636     | 817     | 1 057   | 1 094     | 1 176     | 1 308     | 1 738     | 2 165     | 2 300         | 2,85    |
| Хорватия              | 850     | 1 064   | 883     | 837     | 926     | 966     | 1 001     | 983       | 1 361     | 1 285     | 1 441     | 1 624         | 1,81    |
| Эстония               | 480     | 514     | 463     | 497     | 541     | 615     | 637       | 719       | 749       | 820       | 1 238     | 1 437         | 3,43    |
| Латвия                | 281     | 294     | 282     | 403     | 485     | 710     | 692       | 743       | 824       | 857       | 1 254     | 1 421         | 3,15    |
| Словения              | 507     | 487     | 401     | 449     | 477     | 547     | 572       | 568       | 763       | 777       | 914       | 949           | 1,29    |
| Люксембург            | 234     | 253     | 250     | 236     | 326     | 356     | 381       | 426       | 403       | 461       | 642       | 785           | 1,29    |
| Албания               | 180     | 178     | 132     | 131     | 145     | 176     | 197       | 197       | 224       | 231       | 397       | 516           | 2,03    |
| Северная Македония    | 127     | 124     | 105     | 104     | 101     | 120     | 146       | 154       | 204       | 221       | 267       | 353           | 2,22    |
| Черногория            | 65      | 69      | 57      | 62      | 65      | 75      | 74        | 83        | 91        | 86        | 114       | 162           | 2,02    |
| НАТО: Европа + Канада | 288 129 | 289 276 | 254 422 | 255 595 | 275 102 | 300 167 | 301 674   | 325 953   | 358 836   | 355 382   | 419 205   | 506 692       | 2,02    |
| НАТО: Всего           | 968 985 | 943 218 | 895 675 | 911 654 | 918 035 | 972 422 | 1 052 560 | 1 096 603 | 1 182 930 | 1 190 359 | 1 294 808 | 1 474 399     | 2,71    |

## Информационная безопасность
В НАТО имеются структуры («центры»), целью которых является анализ и информационная безопасность. Таких центров в странах альянса 20, три из них располагаются в Прибалтике: Эстония занимается кибербезопасностью, Литва — энергетической безопасностью, Латвия — стратегической коммуникацией.
Центр стратегической коммуникации в Латвии
Расположен в Риге. Миссия центра заключается в проведении исследований и разработке рекомендаций по нескольким направлениям: информационные и психологические операции, общественные отношения, пропаганда. Одним из первоочередных направлений работы центра стали возможные способы противостояния российским интернет-троллям.

## Члены

Карта хронологии вступления стран в НАТО

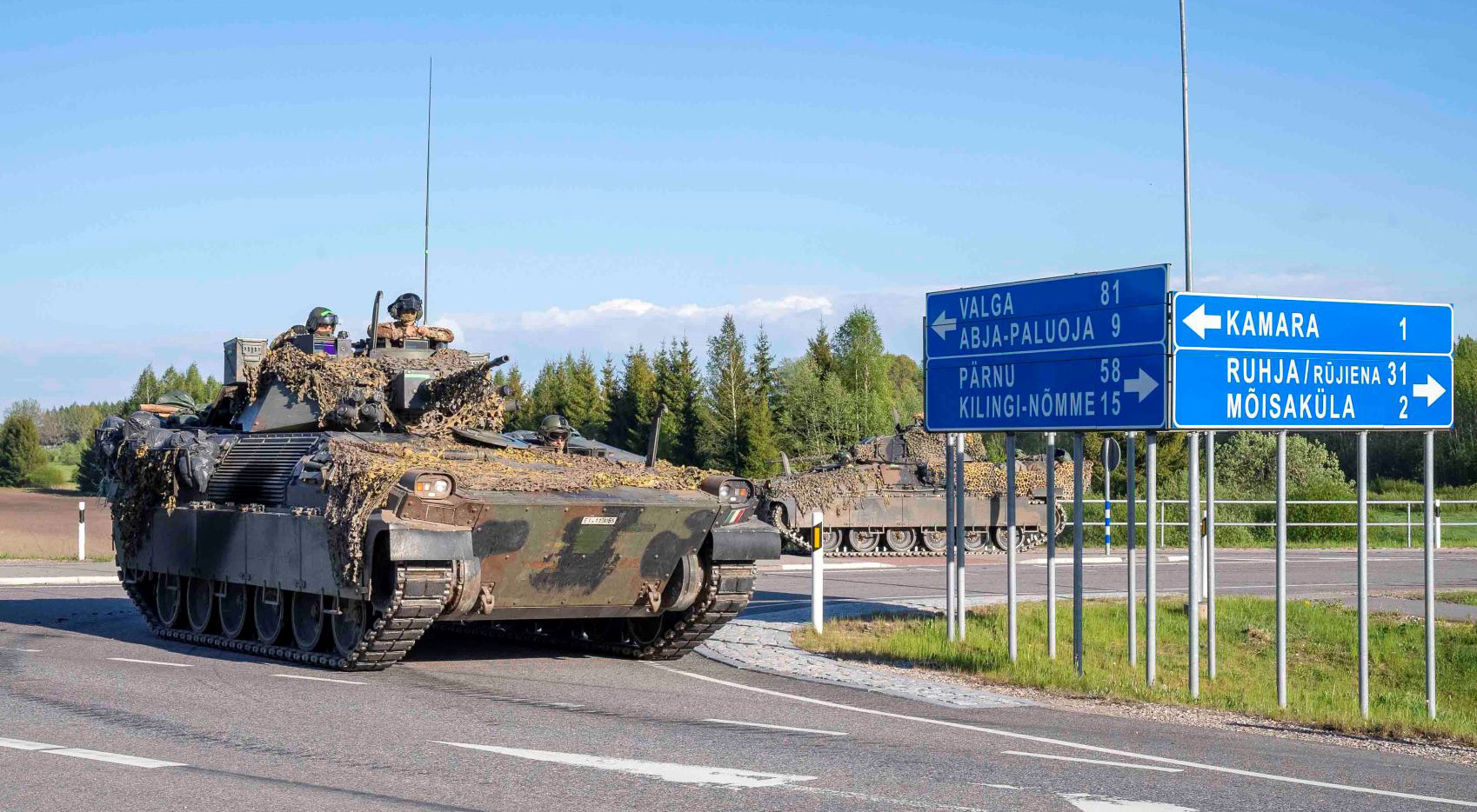
БМП «Дардо» 1-го берсальерского полка СВ Италии возле деревни Камара в Эстонии. 16 мая 2024.

## Вступление Финляндии и Швеции
5 июля 2022 года в штаб-квартире НАТО министры иностранных дел Финляндии — Пекка Хаависто и Швеции — Анн Линде, а также послы 30 стран-участниц НАТО подписали протоколы о вступлении этих двух государств в альянс. Теперь парламенты всех членов НАТО должны ратифицировать протоколы о присоединении к альянсу.
4 августа 2022 года сенат США одобрил резолюцию о ратификации протоколов о присоединении Финляндии и Швеции к НАТО. Таким образом, Соединённые Штаты вошли в перечень из более чем 20 стран, чьи законодательные органы ратифицировали документы о расширении Североатлантического альянса.
9 августа 2022 года Президент США Джо Байден подписал протоколы о присоединении Швеции и Финляндии к НАТО. Глава американского государства подписал в Вашингтоне документы о ратификации договорённостей относительно вступления скандинавских стран в Североатлантический альянс. Байден призвал другие страны НАТО как можно скорее одобрить членство Швеции и Финляндии.
3 ноября 2022 года Bloomberg сообщило со ссылкой на официальных лиц о планах Турции отложить подписание заявки Швеции на членство в НАТО до выборов, которые должны состояться в 2023 году. По заявлению официальных лиц, турецкое правительство не планирует добиваться ратификации членства Швеции парламентом, в случае если она не выполнит существующие требования по подавлению курдских сепаратистов, экстрадиции подозреваемых и полной отмене ограничений на продажу оружия Анкаре. По их словам, за заявку Финляндии проголосуют вместе с заявкой Швеции.
4 апреля 2023 года Финляндия вступила в НАТО.
23 января 2024 года парламент Турции одобрил вступление Швеции в НАТО после того, как официальный Стокгольм пошёл на ужесточение законов, направленных на борьбу с терроризмом, а также снял ограничения на экспорт оружия в Турцию. 26 февраля 2024 года после ратификации заявки на вступление парламентом Венгрии Швеция окончательно присоединится к альянсу.
7 марта 2024 года Швеция вступила в НАТО.

## Партнёры

### Возможные члены
| Страна               | Партнёрство ради мира | Индивидуальный партнёрский план | Ускоренный диалог               | План действий по членству |
| -------------------- | --------------------- | ------------------------------- | ------------------------------- | ------------------------- |
| Босния и Герцеговина | декабрь 2006          | январь 2008                     | апрель 2008                     | апрель 2010               |
| Украина              | февраль 1994          | ноябрь 2002                     | апрель 2005 — июнь 2010; c 2014 | Не требуется              |
| Грузия               | март 1994             | октябрь 2004                    | c сентября 2006                 | Ожидается предоставление  |

Страны — аспиранты НАТО: Босния и Герцеговина, Грузия, Украина.

### Участники Индивидуального партнёрского плана
| Страна      | Партнёрство ради мира | Индивидуальный партнёрский план |
| ----------- | --------------------- | ------------------------------- |
| Азербайджан | май 1994              | май 2005                        |
| Армения     | октябрь 1994          | декабрь 2005                    |
| Казахстан   | май 1994              | январь 2006                     |
| Молдова     | май 1994              | май 2006                        |
| Сербия      | декабрь 2006          | март 2015                       |

### Программа партнёрства
Программа «Партнёрство во имя мира» появилась в начале 90-х годов, как ответ на распад СССР и ликвидацию Варшавского договора. Среди стран-участниц тогда не было консенсуса по вопросам принятия новых членов, взаимодействия с Россией и другими постсоветскими республиками. Такая программа была мягким вариантом расширения, была нацелена на отдалённое будущее, включавшее потенциально вхождение в блок России. Вопрос приглашения России в НАТО обсуждался членами альянса в период 1991—2001 годов, чтобы решить вопрос однозначно, и принять Россию в НАТО.
НАТО подписало соглашение о сотрудничестве с рядом европейских и азиатских государств. Программа взаимодействия с этими странами называется «Партнёрство ради мира». Среди участников программы: Австрия, Азербайджан, Армения, Беларусь, Босния и Герцеговина, Грузия, Ирландия, Казахстан, Кыргызстан, Мальта, Молдова, Россия, Сербия, Таджикистан, Туркменистан, Узбекистан, Украина, Швейцария.

Члены и партнёры НАТО в Европе:
Члены НАТО
План действий по членству
Ускоренный диалог
Индивидуальный партнёрский план
Партнёрство ради мира
Стремление к партнёрству ради мира

| Страна-участник      | Кто подписал                                                 | Дата начала участия в программе           |
| -------------------- | ------------------------------------------------------------ | ----------------------------------------- |
| Австрия              | Министр иностранных дел Алоиз Мок                            | 10.02.1995                                |
| Азербайджан          | Президент Гейдар Алиев                                       | 04.05.1994                                |
| Армения              | Министр иностранных дел Ваган Папазян                        | 05.10.1994                                |
| Республика Беларусь  | Министр иностранных дел Владимир Сенько                      | 11.01.1995                                |
| Босния и Герцеговина | Президент Небойша Радманович                                 | 14.12.2006                                |
| Грузия               | Министр иностранных дел Александр Чикваидзе                  | 23.03.1994                                |
| Ирландия             | Министр иностранных дел Дэвид Эндрюс                         | 01.12.1999                                |
| Казахстан            | Министр иностранных дел Канат Саудабаев                      | 27.05.1994                                |
| Кыргызстан           | Президент Аскар Акаев                                        | 01.06.1994                                |
| Мальта               | Премьер-министр/Министр иностранных дел Гвидо де Марко       | 26.04.1995 (до октября 1996); апрель 2008 |
| Республика Молдова   | Президент Мирча Снегур                                       | 16.03.1994                                |
| Россия               | Министр иностранных дел Андрей Козырев                       | 22.06.1994, приостановлено с апреля 2014  |
| Сербия               | Президент Борис Тадич                                        | 14.12.2006                                |
| Таджикистан          | Полномочный представитель Шариф Рахимов                      | 20.02.2002                                |
| Туркменистан         | Заместитель Председателя Кабинета министров Борис Шихмурадов | 10.05.1994                                |
| Украина              | Министр иностранных дел Анатолий Зленко                      | 08.02.1994                                |
| Узбекистан           | Министр иностранных дел Саидмухтар Саидкасимов               | 13.07.1994                                |
| Швейцария            | Министр иностранных дел Флавио Котти                         | 11.12.1996                                |

## Отношения

### Исландия
В период холодной войны вопрос членства Исландии в организации поднимался несколько раз, начиная с акций протеста 1949 года.
В начале 1970-х годов Советский Союз активизировал попытки добиться выхода страны из НАТО и её нейтрального внеблокового статуса, поскольку она представляла собой стратегически важный опорный пункт и транзитный хаб для флотов и авиации США и Великобритании в Северной Атлантике, где помимо стоянки кораблей и перегрузки различного военного имущества, мог осуществляться ремонт кораблей, стоянка и дозаправка стратегической авиации и многие другие транспортно-логистические операции. Кроме того, там расположены станции разведки и слежения за действиями подводных сил советского флота в Атлантике. Аргументация для продолжения пребывания нескольких тысяч военнослужащих американского контингента на острове была весьма простой, по утверждению руководства альянса, в том случае, если американские войска покинут Исландию, то у советского руководства появится соблазн её оккупировать (по их сведениям, ВМФ СССР располагал крупными силами морской пехоты для проведения такого рода операций). Опасения руководства НАТО усилились после того как между СССР и Исландией было подписано соглашение о торговле и после того как исландское правительство начало предъявлять претензии Великобритании о разграничении зон рыболовного промысла. В 1973 году, в ходе декабрьского саммита НАТО в Брюсселе, министры обороны стран-участниц альянса подписали совместный меморандум о недопустимости выхода Исландии из состава НАТО и обеспечения принудительного соблюдения данного решения в случае возникновения разногласий или экстренных ситуаций. Острота ситуации выразилась в прекращении авиационного сообщения с островом крупнейшим авиаперевозчиком. Американский Совет по гражданской авиации последовательно удовлетворил запросы авиакомпании Pan American World Airways в 1971 и 1973 году, о приостановлении гражданского авиасообщения между Рейкьявиком и Хельсинки сначала с 15 октября 1972 по 17 мая 1973 года, а затем о временном прекращении авиасообщения с Исландией с октября 1973 по май 1974 года.

### СССР, Россия

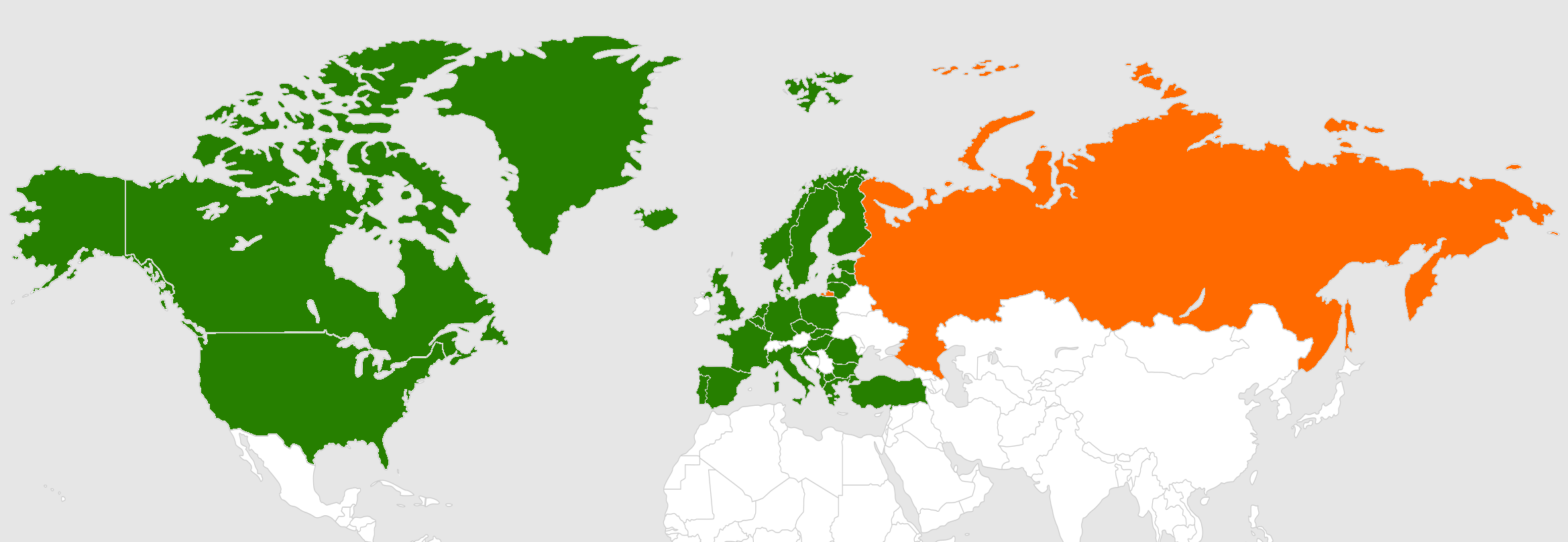
Члены НАТО
Россия

Создание блока в 1949 году СССР воспринял как угрозу собственной безопасности. В 1954 году в Берлине на совещании министров иностранных дел США, Великобритании, Франции и СССР советских представителей заверяли в том, что НАТО является сугубо оборонительной организацией. В ответ на призывы к сотрудничеству СССР 31 марта 1954 года направил ноту с предложением рассмотреть «совместно с заинтересованными правительствами вопрос об участии СССР в Североатлантическом договоре», однако эта инициатива была отклонена в ответной ноте утверждением, что организация является «больше, чем военной» и такое предложение «противоречит самим принципам, от которых зависит система обороны и безопасность западных государств». В ответ Советский Союз образовал 14 июня 1955 года военный блок из государств, проводивших просоветскую политику, — Варшавский договор, существовавший 36 лет.
После крушения блока 6 стран Соцлагеря в декабре 1989 года, объединения Германии в октябре 1990 года и распада Организации Варшавского договора в июле, а затем СССР в декабре 1991 г. кончилась «холодная война». C 20 сентября 1995 года продолжился процесс приёма новых членов в Альянс.
7 июня 2007 года президент России подписал федеральный закон № 99 «О ратификации соглашения между государствами — участниками Североатлантического договора и другими государствами, участвующими в программе „Партнёрство ради мира“, о статусе Сил от 19 июня 1995 года и Дополнительного протокола к нему».
В январе 2008 года к исполнению обязанностей главы Постоянного представительства России при НАТО приступил Дмитрий Рогозин. 23 сентября 2008 года Россия выразила протест в связи с подписанием в этот день «декларации о сотрудничестве между секретариатами НАТО и ООН». Декларацию подписали Яп де Хоп Схеффер и Пан Ги Мун.
5 марта 2009 года министры иностранных дел стран-членов НАТО объявили о возобновлении отношений с Россией, прекращённых после войны в Грузии 7—12 августа 2008 г.
В июле 2009 года помощник госсекретаря США по делам Европы и Евразии Филипп Гордон заявил, что США готовы рассмотреть вопрос о присоединении России к НАТО на определённых условиях. Ранее президент России Дмитрий Медведев отмечал, что присоединение России к НАТО пока невозможно, однако «мы хотим нормальных отношений с Североатлантическим альянсом. Мы готовы развивать партнёрские отношения с альянсом».
Россия сотрудничает с НАТО по вопросу военной операции в Афганистане. Российская сторона заключила с США и Германией соглашения о транзите через свою территорию военных грузов для войск, участвующих в Международных силах содействия безопасности. В октябре 2009 года заместитель директора государственной корпорации Ростехнологии Дмитрий Шугаев заявил, что Россия может на коммерческих условиях предоставить силам НАТО в Афганистане вертолётную технику. По словам бывшего начальника Генерального штаба российских вооружённых сил Николая Макарова, долгосрочные интересы России и НАТО в Афганистане совпадают, и Россия заинтересована в успешных действиях многонациональной группировки.
1 апреля 2014 министры иностранных дел стран НАТО остановили военное сотрудничество с Россией из-за аннексии Крыма, однако НАТО продолжает кооперацию в Совете России — НАТО на дипломатическом уровне послов.
18 октября 2021 года было заявлено, что Россия приостановит работу своего постоянного представительства при НАТО, и что работа военной миссии НАТО в России также будет приостановлена, Россия отзовёт аккредитацию её сотрудников.
21 ноября 2022 года генсек НАТО Йенс Столтенберг во время заседания парламентской ассамблеи альянса в Мадриде заявил о невозможности диалога с Россией.
«Пока Россия будет продолжать вести себя так, как ведет сейчас, особенно в отношении Украины, нет возможности для содержательного диалога» — сообщил генсек НАТО.
18 февраля 2022 года немецкое издание Der Spiegel опубликовало статью за авторством Клауса Вигрефе, в которой содержится сообщение о новой находке — документе 1991 года, свидетельствующем о том, что страны Запада обсуждали вопрос о нерасширении НАТО на восток. Однако по итогам переговоров никакие обязывающие договорённости не были заключены. 19 мая 2022 года государственный секретарь США Энтони Блинкен заявил, что в 1990-е годы Россия отклонила предложение вступить в НАТО.
После начала российской агрессии на Украине 24 февраля 2022 года НАТО приняло решение увеличить численность военного контингента в Восточной Европе в десять раз, обосновывая это необходимостью увеличения мер по безопасности и коллективной обороне членов альянса. В марте 2022 численность военнослужащих под прямым контролем НАТО, без учёта кибервойск, космических войск, ВВС и ВМФ увеличилась с 4000 до 40 000, а силы быстрого реагирования до 10 000 человек.

### Беларусь
Беларусь участвует в Совете евро-атлантического партнёрства с 1992 (от 1997 — Совет Североатлантического сотрудничества), в программе «Партнёрства ради мира» — с 1995. Постоянное представительство Республики Беларусь при НАТО создано в 1998 году.

### Казахстан
С 2003 года на территории Казахстана регулярно проводятся международные миротворческие учения. В них участвуют военные контингенты стран — членов НАТО и стран СНГ (без России). В Казахстане по стандартам НАТО идёт обучение контингента миротворческого батальона «Казбат». По мнению некоторых экспертов, профильная работа НАТО в Казахстане, который имеет наиболее продвинутый уровень кооперации с Североатлантическим альянсом, представляется масштабной. Обусловлено это не только относительной развитостью институтов гражданского общества в республике, но и наличием более солидных ресурсов в осуществлении декларируемой многовекторной внешней политики и уже существующего разнообразия форматов кооперации с НАТО. Помимо военно-технического сотрудничества, в отношениях между Казахстаном и НАТО приоритетными направлениями являются такие аспекты публично-дипломатического характера, как:
1. взаимодействие между военными учебными институтами;
2. консультации со стороны альянса в области профессиональной подготовки и образования;
3. консультации по реформированию системы военного образования с учётом стандартов стран НАТО;
4. содействие в подготовке военных кадров[97].

### Украина
Взаимоотношения Украины и НАТО официально были установлены в 1992 году, когда Украина после получения независимости присоединилась к Совету североатлантического сотрудничества, позднее переименованному в Совет евро-атлантического партнёрства.
Несколько лет спустя, в 1994 году, Украина присоединилась к программе «Партнёрство ради мира» (первой среди стран СНГ) и вскоре продемонстрировала готовность участвовать в системе евро-атлантической безопасности, поддержав операции НАТО на Балканах в 1990-х.
В 1997 году взаимоотношения Украины и НАТО перешли на качественно новый уровень — была подписана «Хартия об особом партнёрстве НАТО и Украины», в Киеве открылся первый в Восточной Европе Центр информации и документации НАТО. С принятием в ноябре 2002 года Плана действий НАТО-Украина взаимоотношения ещё более укрепились, в рамках этого плана стали разрабатываться ежегодные Целевые планы Украина-НАТО.
21 апреля 2005 года в Вильнюсе в рамках неформальной встречи глав МИД стран НАТО прошло заседание комиссии «Украина-НАТО», открывшее новый этап в отношениях Украины с альянсом — «интенсивный диалог», который призван был стать первым шагом на пути вхождения Украины в НАТО.
11 августа 2006 года пресс-служба нового украинского правительства, которое возглавил Виктор Янукович, сообщила, что Украина откладывает принятие «плана действий по членству в НАТО». 14 сентября Виктор Янукович посетил с рабочим визитом Брюссель, где сделал программное заявление о неготовности Украины к вступлению в НАТО. Как он заявил, новое украинское правительство «не намерено расширять сотрудничество с НАТО», не беря на себя никаких обязательств в рамках реализации так называемого «Плана действий по членству в НАТО» (ПДЧ).
21 августа 2009 года в штаб-квартире НАТО была подписана Декларация о дополнении к Хартии об особом партнёрстве.
С приходом к власти на Украине в феврале 2010 года Виктора Януковича вопрос о вступлении Украины в НАТО был заморожен. В апреле 2010 года Янукович подписал указы, которыми ликвидировал межведомственную комиссию по вопросам подготовки Украины к вступлению в НАТО и национальный центр по вопросам евро-атлантической интеграции, заявив, однако, что отношения Украины с НАТО будут сохранены на уровне, достигнутом при президенте Викторе Ющенко.
22 февраля 2013 года Украина официально присоединилась к операции НАТО по противодействию пиратству «Океанский Щит». По состоянию на 2013 год, Украина является единственным государством-партнёром альянса, которая принимает участие во всех его операциях.
После аннексии Крыма Россией (международно признанным как оккупация территорий Украины) и начала войны на Донбассе Украина значительно увеличила скорость интеграции в структуры и программы альянса. Согласно новой редакции Военной доктрины Украины, принятой при президенте Петре Порошенко и обнародованной 24 сентября 2015 года на официальном сайте президента Украины, Украина считает приоритетной задачей углубление сотрудничества с НАТО и достижение до 2020 года полной совместимости ВСУ с соответствующими силами стран-членов НАТО. Отказываясь от внеблокового статуса, Украина намерена изменить подходы к обеспечению национальной безопасности, уделяя приоритет «участию в усовершенствовании и развитии евро-атлантической и европейской систем коллективной безопасности».
В феврале 2018 года министр обороны Украины Степан Полторак заявил о выполнении Украиной на 90 % плана по адаптации Вооружённых сил Украины к стандартам НАТО, а к 2020 году ожидается полностью завершить реформирование.
10 марта 2018 года стала кандидатом на вступление в альянс.
22 ноября 2018 года украинский парламент 311 голосами принял законопроект № 9037 «О внесении изменений в Конституцию Украины о необратимости курса Украины на европейскую и евро-атлантическую интеграцию».
12 июня 2020 года НАТО предоставило Украине статус партнёра расширенных возможностей (Enhanced Opportunities Partner, EOP).
На саммите в Брюсселе в июне 2021 лидеры НАТО вновь не предоставили Украине План действий по членству в НАТО (ПДЧ) как и в 2008 году, однако подтвердили решение, принятое на Бухарестском саммите 2008 года, о том, что Украина станет членом Альянса с ПДЧ как неотъемлемой частью процесса и правом Украины самостоятельно определять своё будущее и внешнюю политику, без вмешательства извне.
При этом главные европейские члены НАТО используют альянс, чтобы не принимать существенных обязательств национального уровня перед Украиной, которые могут быть негативно восприняты Россией.
30 сентября 2022 года Президент Украины Владимир Зеленский на фоне аннексии оккупированных территорий Украины Россией подписал заявку Украины на вступление в НАТО в ускоренном порядке.

### Грузия
20 августа 2008 года глава МИД Бельгии Карел де Гюхт по поводу дальнейшего сотрудничества НАТО и Грузии заявил, что принимать в члены НАТО «страну, которая иногда проявляет себя путём не очень контролируемых действий, это само по себе рискованно».
В декабре 2008 года на заседании Совета НАТО не было принято решение о предоставлении Грузии Плана действий по членству в альянсе.
В августе 2009 года глава Центра исследований восточной геополитики Лауринас Касчюнас заявил: «Хотя после конфликта в Южной Осетии в одно время казалось, что членство Грузии в НАТО можно было бы ускорить, но в конце концов, конфликт эту перспективу отдалил. Членство в НАТО сейчас — очень далёкий сценарий».
В 2012 году генеральный секретарь НАТО Андерс Фог Расмуссен, находясь в Тбилиси, заявил, что Грузия близка к альянсу как никогда.

### Страны Персидского залива
11 декабря 2014 года Совет сотрудничества арабских государств Персидского залива заключил соглашение с НАТО о совместных действиях по обеспечению безопасности доставки энергоресурсов на мировые рынки.

## Участие в военных конфликтах
Первый в истории НАТО случай применения военной силы произошёл в 1994 году в Боснии.

### Афганистан
С 2001 по 2021 год на территории Афганистана с резолюцией № 1386 Совета Безопасности ООН от 20 декабря 2001 года действовали Международные силы содействия безопасности — международный воинский контингент под эгидой НАТО. Состоял из пяти региональных командований, каждому из которых подчинялись несколько отделений в провинциях (Provincial Reconstruction Team, PRT). В состав каждой такой группы входили военные подразделения, полицейские (советники афганской полиции) и гражданский персонал различных правительственных агентств стран-участниц.

### Югославия
НАТО сыграла существенную роль в югославских войнах. Первые самолёты НАТО начали контролировать судоходство в Адриатическом море на предмет соблюдения эмбарго против Союзной Республики Югославия ещё в 1992 году. 12 апреля 1993 года военные самолёты США, Нидерландов и Франции в рамках операции «Запрет полёта» впервые начали патрулирование воздушного пространства бывшей Югославии. 28 февраля 1994 года истребители ВВС США сбили над Баня-Лукой четыре штурмовика ВВС Республики Сербской, выполнявшие боевой вылет против позиций боснийских мусульман в нарушение резолюции Совета Безопасности ООН 816. В 1995 году — начало операции «Обдуманная сила». В 1999 году, в результате интервенции сил НАТО в Косовскую войну, Косово фактически вышло из Югославии.